# Мирослав Мутафчиев
Мирослав Стоянов Мутафчиев е български музикант и композитор.

## Биография
Роден е в Бургас. Завършва Математическата гимназия в родния си град. Висшето си инженерно образование получава във ВВВУ „Георги Бенковски" в Долна Митрополия. Свири на китара от 10-годишен. Той е сред основателите и китарист на популярната българска група „Мери Бойс Бенд". Композира песни и е съавтор на аранжиментите на групата.

## Дискография
- Непознати улици (2001)
- Само за теб (2004)
- Distant streets – compilation (2004)
- Дългият път към дома (2010)
- Непознати улици 2012 (2012)